# 15e cérémonie des British Academy Film Awards
Pour la cérémonie des BAFTAs récompensant la télévision, voir la 9e cérémonie des British Academy Television Awards.
La 15e cérémonie des British Academy Film Awards, organisée par la British Academy of Film and Television Arts, s'est déroulée en 1962 et a récompensé les films sortis en 1961.

## Palmarès

### Meilleur film - toutes provenances
(ex æquo)
- La Ballade du soldat (Баллада о солдате)
- L'Arnaqueur (The Hustler)
  - Horizons sans frontières (The Sundowners)
  - Le Monde d'Apu (অপুর সংসার)
  - Les Innocents (The Innocents)
  - Jugement à Nuremberg (Judgment at Nuremberg)
  - La Patrouille égarée (The Long and the Short and the Tall)
  - Rocco et ses frères (Rocco e i suoi fratelli)
  - Un goût de miel (A Taste of Honey)
  - Le Trou
  - Le Vent garde son secret (Whistle Down the Wind)

### Meilleur film britannique
- Un goût de miel (A Taste of Honey)
  - Les Innocents (The Innocents)
  - La Patrouille égarée (The Long and the Short and the Tall)
  - Horizons sans frontières (The Sundowners)
  - Le Vent garde son secret (Whistle Down the Wind)

### Meilleur acteur
- Meilleur acteur britannique :
  - Peter Finch pour le rôle de Johnnie Byrne dans Pas d'amour pour Johnny (No Love for Johnnie)
    - Dirk Bogarde pour le rôle de Melville Farr dans La Victime (Victim)

- Meilleur acteur étranger :
  - Paul Newman pour le rôle d'Eddie Felson dans L'Arnaqueur (The Hustler)
    - Vladimir Ivashov pour le rôle d'Alecha dans La Ballade du soldat (Ballada o soldate)
    - Alberto Sordi pour le rôle du Capitaine Blasi dans Le Meilleur ennemi (The Best of Enemies)
    - Montgomery Clift pour le rôle de Rudolph Petersen dans Jugement à Nuremberg (Judgment at Nuremberg)
    - Maximilian Schell pour le rôle de l'avocat Hans Rolfe dans Jugement à Nuremberg (Judgment at Nuremberg)
    - Sidney Poitier pour le rôle de Walter Lee Younger dans Un raisin au soleil (A Raisin in the Sun)
    - Philippe Leroy pour le rôle de Manu dans Le Trou

### Meilleure actrice
- Meilleure actrice britannique :
  - Dora Bryan pour le rôle d'Helen dans Un goût de miel (A Taste of Honey)
    - Deborah Kerr pour le rôle d'Ida Carmody dans Horizons sans frontières (The Sundowners)
    - Hayley Mills pour le rôle de Kathy Bostock dans Le vent garde son secret (Whistle Down the Wind)

- Meilleure actrice étrangère :
  - Sophia Loren pour le rôle de Cesira dans La ciociara
    - Piper Laurie pour le rôle de Sara Packard dans L'Arnaqueur (The Hustler)
    - Claudia McNeil pour le rôle de Lena Younger dans Un raisin au soleil (A Raisin in the Sun)
    - Annie Girardot pour le rôle de Nadia dans Rocco et ses frères (Rocco and His Brothers)
    - Jean Seberg pour le rôle de Patricia Franchini dans À bout de souffle (Breathless)

### Meilleur scénario britannique
(ex æquo)
- Un goût de miel (A Taste of Honey) – Shelagh Delaney et Tony Richardson
- Le Jour où la Terre prit feu (The Day the Earth Caught Fire) – Wolf Mankowitz et Val Guest
  - Les Canons de Navarone (The Guns of Navarone) – Carl Foreman
  - Flame in the Streets – Ted Willis
  - La Victime (Victim) – Janet Green et John McCormick
  - Le vent garde son secret (Whistle Down the Wind) – Keith Waterhouse et Willis Hall

### Meilleur film d'animation
- Les 101 Dalmatiens (One Hundred and One Dalmatians)
- For Better … for worse
- Do it yourself cartoon kit

### Meilleur film documentaire
- Les Rendez-vous du diable – Haroun Tazieff

### Meilleur court-métrage
- Terminus – John Schlesinger
  - Eyes of a Child
  - Let My People Go – John Krish

### Meilleur film spécialisé
- Aucune récompense
  - Electron Microscopy
  - O for Oxygen
  - Mr Marsh comes to School

### United Nations Awards
- Let My People Go
  - Take a Giant Step
  - Le Meilleur ennemi (The Best of Enemies)

### Meilleur nouveau venu dans un rôle principal
Récompense les jeunes acteurs dans un rôle principal.
- Rita Tushingham pour le rôle de Jo dans Un goût de miel (A Taste of Honey)
  - Murray Melvin pour le rôle de Geoffrey Ingham dans Un goût de miel (A Taste of Honey)
  - Tony Hancock pour le rôle d'Anthony Hancock dans The Rebel

## Récompenses et nominations multiples

### Nominations multiples
Films
6 : Un goût de miel
4 : Le Vent garde son secret
3 : L'Arnaqueur, Horizons sans frontières, Jugement à Nuremberg, Le Vent garde son secret
2 : Horizons sans frontières, Rocco et ses frères, Le Trou, La Victime, Le Meilleur ennemi, Un raisin au soleil, La Ballade du soldat, Les Innocents, La Patrouille égarée, Let My People Go
Personnalité
Aucune

### Récompenses multiples
Films
4 / 6 : Un goût de miel
2 / 3 : L'Arnaqueur
Personnalité
Aucune

### Les perdants
0 / 3 : Jugement à Nuremberg
0 / 3 : Le Vent garde son secret